# Геужань (Арджеш)
Геужань, Геужані (рум. Găujani) — село у повіті Арджеш в Румунії. Входить до складу комуни Унгень.
Село розташоване на відстані 90 км на захід від Бухареста, 36 км на південь від Пітешть, 94 км на схід від Крайови, 133 км на південний захід від Брашова.

## Населення
За даними перепису населення 2002 року у селі проживали 692 особи, усі — румуни. Усі жителі села рідною мовою назвали румунську.